# Danganronpa: Trigger Happy Havoc
Danganronpa: Trigger Happy Havoc (яп. ダンガンロンパ 希望の学園と絶望の高校生 данганромпа кибо: но гакуэн то дзэцубо: но ко:ко:сэй, Данганромпа: школа надежды и старшеклассники отчаяния) — игра в жанре визуальный роман, разработанная и опубликованная компанией Spike Chunsoft, позже была адаптирована в аниме и мангу.
Игра была выпущена 25 ноября 2010 года исключительно в Японии для портативной приставки PlayStation Portable. Аниме-адаптация игры аниме выполнена студией Lerche, премьера состоялась 4 июля 2013 года.
Продолжение под названием Danganronpa 2: Goodbye Despair было выпущено для PlayStation Portable 26 июля 2012 года. Компиляция обеих игр с названием Danganronpa 1・2 Reload была выпущена для PlayStation Vita в Японии 10 октября 2013 года.
12 января 2017 года вышла финальная часть игры New Danganronpa V3: Killing Harmony, повествующая новую историю, ничем не связанную с сюжетом предыдущих частей, кроме Монокумы.
Название Danganronpa происходит от слов «пуля» (яп. 弾丸 (ダンガン) данган) и «опровержение, доказательство» (яп. 論破 (ロンパ) ромпа), но так как слово написано катаканой, оно остаётся непереводимым. Во время расследования убийства, когда участники академии опровергают факты и предположения других учащихся, изображается пуля, которая «разбивает» неверные предположения.

## Сюжет
Действие происходит в элитном учебном заведении, название которого — академия «Пик надежды» (яп. 希望ヶ峰学園 кибо:гаминэ гакуэн). Туда принимаются талантливые ученики старшей школы, которые являются специалистами в какой-нибудь области. Наравне с талантливыми учениками присутствует один самый обыкновенный, ничем не выдающийся ученик, который попадает в эту академию путём победы в лотерее, проводимой академией раз в год. Таким учеником становится Макото Наэги (яп. 苗木 誠 Наэги Макото), который довольно оптимистичен, но считает, что ничем не отличается от других. Макото присвоено звание «абсолютный счастливчик» (яп. 超高校級の「幸運」 тё:-ко:ко:-кю: но 「ко:ун」) из-за победы в лотерее. Наэги не может поверить в свою победу и в то, что он теперь будет обучаться с талантливыми специалистами в элитной академии. Однако когда Макото входит в ворота академии, он неожиданно теряет сознание и приходит в себя уже в здании академии. Попав в зал, он встречает четырнадцать учеников, обладающих талантом, которые находятся в той же ситуации, что и он сам. Вскоре учеников встречает самопровозглашённый директор, Монокума, который выглядит как плюшевый медвежонок небольших размеров, управляемый с помощью дистанционного управления.
Монокума объявляет, что все ученики заключены в этой академии до конца своей жизни, и есть лишь один способ выбраться из неё живым — совершить идеальное преступление. Если личность убийцы не будет раскрыта на классном суде (яп. 学級裁判 гакю: сайбан), где учащиеся после каждого убийства собираются для того, чтобы найти виновника, то убийца сможет «выпуститься» из академии живым, а все остальные будут жестоко казнены. По ходу «убийственной игры» несколько учеников погибли или же были убиты другими. Все убийцы были раскрыты на классном суде благодаря другим ученикам. На протяжении расследования Макото помогает таинственная девушка, Кёко Киригири, которая не помнит своего прошлого, но обладает выдержкой, острым наблюдением, а также отличными дедуктивными навыками. Используя собственные способности, а также помощь Кёко, Макото удаётся сделать прорыв во время суда и найти виновника.
Тем не менее, благодаря проведённым исследованиям ему становится понятно, что независимо от того, что делают ученики, Монокума не намерен позволить им покинуть академию. После многих убийств и смертей оставшиеся в живых студенты решают объединиться, чтобы вырваться из заточения в академии и узнать правду о Монокуме. На последнем школьном собрании путём долгого перебирания фактов выясняется, что управляет этой школой кто-то из учеников. Под подозрение попадает Дзюнко Эносима, которая считалась убитой за нарушение правил, но на самом деле умерла не она, а её сестра, Мукуро Икусаба, которая выдавала себя за Эносиму по прихоти самой Дзюнко, а она её убила. Сама Дзюнко появляется перед учениками, когда её раскрыли, и показывает фотографии, утверждая, что ученики обучаются в этой академии уже больше двух лет и давно знают друг друга. Однако Тогами говорит, что в этой академии они не более пары недель, но не два года.
Оказывается, всем ученикам попросту стёрли память, поэтому они не помнят эти два года, проведённые в академии. Всё произошло тогда, когда неопределённые апокалиптические события, вызванные движением таинственной группировки, которые называют себя «Абсолютное отчаяние» (яп. 超高校級の「绝望」 тё:-ко:ко:-кю: но 「дзэцубо」), привели общество к краху и разрушению, вызвав насильственную анархию, которая разразилась по всему миру. Директор и ученики согласились остаться в академии, чтобы переждать войну и кризис. Дзюнко была не согласна с этим, поэтому убила директора, отца Кёко, и взяла под свой контроль всю академию, стерев воспоминания всем учащимся, чтобы начать свою «игру». Целью Эносимы являлось распространение отчаяния по всему миру, поэтому по телевидению с помощью Монокумы она транслировала действия внутри академии, включая казни и убийства. После того как её раскрыли, планы Дзюнко были окончательно сорваны, поэтому она теряет контроль над собой и решает совершить самоубийство, совершая казнь виновника, то есть самой себя, которая сочетает в себе все казни, которые были показаны до этого. Макото, Кёко, а также другие выжившие ученики выходят из забаррикадированной академии, не зная, что на самом деле творится с миром. В заключительной сцене в самом конце Монокума таинственно включается, вследствие чего клянётся, что будет продолжать свои поиски, а также распространять отчаяние по всему миру.

## Геймплей
Геймплей включает в 
расследования, поиски противоречий и фактов, хотя в нём присутствует акцент быстрого игрового процесса. Каждая глава раскрывается в двух типах геймплея: нормальный (яп. 日常編 нитидзё:-хэн, букв. повседневная глава) и аномальный (яп. 非日常編 хи нитидзё:-хэн, букв. внеплановая глава), в котором игрок исследует академию и прогрессирует по сюжету, а также участвует в классном суде, где игрок должен выследить виновника преступления.
Во время нормального режима игрок может исследовать территорию академии от первого лица, где по мере прохождения игры открываются различные области и места. В помещениях игрок может перемещать курсор и использовать его для инициирования переговоров с персонажами или изучать объекты окружения. Благодаря изучению некоторых объектов можно получить ценную информацию, бонусы, медали Монокумы, которые затем можно использовать в капсульной машине в школьном магазине, чтобы открыть различные подарки и призы. В нормальном режиме игрок имеет возможность общаться с разными персонажами и двигаться по сюжету. В режиме Free Time events (русск. «события свободного времени») игрок может общаться с персонажами на отдалённые от сюжета темы или просто болтать с ними, дарить подарки. Подарки, в свою очередь, могут помочь узнать больше о самом персонаже или его переживаниях. Помимо личной информации, можно разблокировать навыки, которые могут быть использованы на классном суде. Аномальный режим активируется в том случае, если обнаружено место преступления, совершено убийство и найден труп. В этом режиме игрок должен искать по всей академии улики, зацепки, а также прочие странные объекты, которые могут относиться к этому преступлению. Можно допрашивать учеников, их показания могут сыграть важную роль в расследовании. Собранные доказательства хранятся в ElectroID игрока, где также можно сохранить игру, посмотреть базовую информацию об учащихся, правила академии и список призов. Когда все возможные доказательства находятся, действие игры переходит в «зал суда», где будет проходить классный суд. До начала классного суда игрок может назначать разблокированные навыки, которые помогут ему во время геймплея.
Классный суд является основной частью игры. В данном режиме ученики должны обсудить между собой предположения по поводу виновника преступления. За исключением случаев, когда игрок должен ответить на несколько вопросов с возможностью выбора ответа или представления улики, существует четыре основных стиля геймплея: непрерывная дискуссия, вспыхивание анаграмм, бой с переговорами и кульминационная логика. Наиболее распространённой частью являются непрерывные дебаты, дискуссия, где персонажи автоматически обсуждают и высказывают свои догадки и предположения по поводу преступления, выявляя «слабые места», которые выделены жёлтым цветом. Во время этого режима игрок «вооружён» словами-пулями (яп. 言弾 котодама), метафорическими пулями, которые содержат доказательства, относящиеся к обсуждению. Для того чтобы прервать дебаты, игрок обязан найти противоречие среди выделенных жёлтым «слабых мест» и сопоставить обвинения в виде пули с доказательствами персонажа, которые содержат возможную ложь. По мере прогресса игры прохождение этих секций затрудняется: добавляются «слабые места» в список, однако игроку требуется одна пуля, чтобы сделать только одно замечание. Вспыхивание анаграмм заключается в собирании головоломки, пазла, в которой игрок должен собрать определённые слова в подсказку. Пулемётный бой с переговорами — битва один на один с персонажем, к которому игрок предоставляет обвинения, предлагая обсудить их лично, с ритмичным геймплеем. Когда противник возражает, игрок должен нажимать кнопки в это время в такт, чтобы зафиксировать замечания и сбить их. Последний этап, кульминационная логика, также похож на головоломку, где игроку предстоит собрать воедино комикс, изображающий ход событий преступления. Чтобы собрать воедино комикс, нужно расставить кусочки комикса на соответствующие места. Шкала влияния игрока на других студентов представлена в виде сердца, которое уменьшается, когда игрок делает ошибку в «стрельбе» по отношению к противоречиям или представлению доказательств. Эта шкала может пополняться при правильно представленном доказательстве. Игра заканчивается, если игрок теряет всё своё влияние или если исчерпывается время сегмента. Игрок оценивается по эффективности в испытаниях и награждается дополнительными медалями Монокумы за высокие достижения.
Версия PlayStation Vita представлена в специальном «школьном режиме», основанном на «островном режиме», на котором основано продолжение Super Danganronpa 2. Эта игра имеет альтернативный сюжет, а также графику с высоким разрешением и поддерживает управление при помощи сенсорных экранов.

## Персонажи

Персонажи игры, слева направо начиная с верхнего ряда: Ясухиро Хагакурэ, Дзюнко Эносима, Селестия Люденберг, Сакура Огами, Хифуми Ямада, Мондо Овада, Тихиро Фудзисаки, Киётака Исимару, Бякуя Тогами, Токо Фукава, Леон Кувата, Саяка Маидзоно, Макото Наэги, Кёко Киригири, Аои Асахина и Монокума.

- Монокума (яп. モノクマ) — плюшевый медведь, который называет себя директором академии. Монокума управляется с помощью дистанционного управления, поэтому имеет «копии себя». Именно он организатор «убийственной игры» и представитель тех, кто держит учеников в заложниках и заставляет их участвовать в деятельности академии. Жестоко наказывает учеников за несоблюдение или нарушение правил. Боится того, что ученики академии раскроют какую-то тайну, поэтому добавляет новые правила, когда захочет.

Сэйю: Нобуё Ояма
- Макото Наэги (яп. 苗木 誠 Наэги Макото) — самый обычный школьник, который попал в академию благодаря лотерее, поэтому имеет звание «абсолютный счастливчик» (яп. 超高校級の「幸運」 тё:-ко:ко:-кю: но 「ко:ун」). Макото не обладает особыми способностями или талантами, однако он обладает хорошими детективными навыками и помогает раскрывать преступления на школьном суде, оставаясь сосредоточенным даже под давлением теорий и догадок других учеников, которые запросто могут поддаться панике или своим эмоциям. Обладает вымышленным титулом, присвоенным ему Кёко в конце истории, «абсолютная надежда» (яп. 超高校級の「希望」 тё:-ко:ко:-кю: но 「кибо:」). Является одним из выживших учеников, которые в конце истории сбегают из академии. Возвращается в следующей игре как член группировки Future Foundation.

Сэйю: Мэгуми Огата
- Кёко Киригири (яп. 霧切 響子 Киригири Кё:ко) — загадочная девушка, чей талант не был известен с самого начала, из-за того, что она не любит говорить о себе, но это не единственная причина, потому что Кёко подверглась амнезии и потеряла память. Монокума стёр воспоминания Киригири из-за того, что она могла разрушить его планы благодаря своему таланту. Казалась всем нелюдимой и холодной, что вызывало неоднократные подозрения и недоверие. Умеет аргументировать свою точку зрения, имеет хорошие дедуктивные навыки. Никогда не доверяла полностью другим ученикам, но вскоре начинает верить Макото и выручает его, помогая снимать с него неверные подозрения. Позже выясняется, что она является дочерью директора академии, Дзина Киригири, который создавал академию с добрыми намерениями. Её настоящий талант — «абсолютный детектив» (яп. 超高校級の「探偵」 тё:-ко:ко:-кю: но 「тантэй」). Является одним из выживших учеников, которые в конце истории сбегают из академии. Возвращается в следующей игре как член группировки Future Foundation.

Сэйю: Ёко Хикаса
- Бякуя Тогами (яп. 十神 白夜 Тогами Бякуя) — преемник богатой и успешной семьи, состоятельный наследник. Ходят слухи, что он уже занимал ряд руководящих должностей в компании и ему удалось накопить значительное количество денег на его собственные. Учился только в эксклюзивных школах до прихода в академию. Имеет звание «абсолютный наследник» (яп. 超高校級の「御曹司」 тё:-ко:ко:-кю: но 「онодзо:си」). С самого начала был холоден по отношению к другим, видя в них конкуренцию и боясь проиграть им. Казался высокомерным и самоуверенным человеком, считал себя выше других. Также первоначально отказался сотрудничать и участвовать в расследованиях группы и их попытках побега. Со временем стал более дружелюбным к группе, особенно после самоубийства Сакуры. Неплохо ведёт расследование и зачастую принимает в нём активное участие, но порой обвиняет других на бессмысленном основании. Является одним из выживших учеников, которые в конце истории сбегают из академии. Возвращается в следующей игре как член группировки Future Foundation. В игре Zettai Zetsubō Shōjo: Danganronpa Another Episode выясняется, что он является командиром 14-й ветви Future Foundation.

Сэйю: Акира Исида
- Токо Фукава (яп. 腐川 冬子 Фукава То:ко) / Убийца Сё (яп. ジェノサイダー翔 Дзеносайда: Сё:) — мрачная и странная девушка, которая страдает от расстройств личности. Чаще всего объектом своих слежек выбирает Бякую, всегда поддерживает его и заступается. Является обладателем таланта «абсолютный книжный червь» (яп. 超高校級の「文学少女」 тё:-ко:ко:-кю: но 「бунгаку сё:дзё」). Один из романов Токо под названием Before the Sea’s Scent Fades Away имел огромный успех, вследствие чего даже удалось сделать рыбаков популярными среди девочек-подростков в течение нескольких месяцев. Несмотря на юный возраст, она уже получила несколько наград и постоянно находится в топ-листе книжных продаж. Другая личность может одержать контроль над Токо тогда, когда она чихает или просыпается от обморока при виде крови (страдает гемофобией и теряет сознание от вида крови). Геноцидер Сё является жестокой убийцей и маньяком, которая любит расчленять красивых парней или мужчин своими ножницами, которые она постоянно держит в руках. Она же имеет звание «абсолютная серийная убийца» (яп. 超高校級の「殺人者」 тё:-ко:ко:-кю: но 「сацудзинки」). Каждая из личностей имеет разный набор воспоминаний и не имеет доступа к воспоминаниям другой, также Токо не может контролировать свою вторую личность. Является одним из выживших учеников, которые в конце истории сбегают из академии. В будущем член группировки Future Foundation. Токо показана в трейлере предстоящего спин-оффа игры Zettai Zetsubō Shōjo: Danganronpa Another Episode[4].

Сэйю: Миюки Савасиро
- Аои Асахина (яп. 朝日奈 葵 Асахина Аои) — молодая спортсменка, которая была активной в пяти различных спортивных клубах. Из-за своих способностей Аои была выбрана в качестве представителя на Олимпийских играх. Её талант — «абсолютная пловчиха» (яп. 超高校級の「スイマー」 тё:-ко:ко:-кю: но 「суима:」). Всегда энергична и доброжелательна, но плохо запоминает имена. В игре показывает свою неуверенность, считая себя недостаточно женственной из-за того, что она спортсменка. Также является тайной поклонницей Джейсона Стейтема. Любит есть пончики. Слабая характером девушка, дружелюбная и наивная, легко впадает в истерику. Была в хороших отношениях с Сакурой на протяжении всей истории, но после её самоубийства пыталась взять всю вину на себя, вводя в заблуждение других учеников. Винила себя и других в смерти Сакуры. Одна из немногих учеников, которая близко к сердцу принимает смерть своих друзей. Является одним из выживших учеников, который в конце истории сбегает из академии. В будущем член группировки Future Foundation.

Сэйю: Тива Сайто
- Ясухиро Хагакурэ (яп. 葉隠 康比呂 Хагакурэ Ясухиро) — один из самых непринуждённых учеников. Восходящая звезда в области гадания, но на самом деле точность его предсказаний была не более 30 %. Звание — «абсолютный шаман» (яп. 超高校級の「占い師」 тё:-ко:ко:-кю: но 「уранайси」) Утверждал, что купил свой хрустальный шар (который на самом деле сделан из обычного стекла) по цене 100 миллионов иен и ранее его использовали Наполеон, Чингисхан и Джордж Вашингтон. Он был самым «старым» учеником, из-за провалов в прошлом. Боялся Сакуру и называл её «огром». Очень боится, когда на него падает малейшее подозрение, и сразу же впадает в панику. Очень наивен и доверчив по отношению к другим, любит говорить нелепости, а также является поклонником видеоигр. Является одним из выживших учеников, который в конце истории сбегает из академии (хотя в демоверсии игры и превью аниме показан в качестве первой жертвы). В будущем член группировки Future Foundation.

Сэйю: Масая Мацукадзэ
- Саяка Маидзоно (яп. 舞園 さやか Маидзоно Саяка) — певица поп-группы, которая является лидером пяти национальных и популярных идол-групп в Японии. Саяка раньше училась в той же школе, что и Наэги, хотя в то время они не общались. Любит шутить насчёт того, что она экстрасенс, хотя на самом деле просто обладатель хорошей интуиции. Обладает талантом «абсолютный идол» (яп. 超高校級の「アイドル」 тё:-ко:ко:-кю: но 「айдору」). Весёлая и разговорчивая девушка, старалась не показаться «холодной» и недостижимой другим. Скрывает свои настоящие чувства из-за давления популярности. Стала первой жертвой «убийственной игры» из-за того, что её план по «выпуску» из академии провалился.

Сэйю: Макико Омото
- Леон Кувата (яп. 桑田 怜恩 Кувата Рэон) — дерзкий, пылкий подросток, который хорошо играет в бейсбол и способен осуществлять броски с высокой точностью. Его талант — «абсолютный бейсболист» (яп. 超高校級の「野球選手」 тё:-ко:ко:-кю: но 「якю: сэнсю」). Несмотря на свои успехи, Леон давно желает бросить бейсбол и стать музыкантом. Правила в бейсболе мешали Леону чувствовать себя свободным, что не соответствует его стилю. В игре упомянул, что для того, чтобы заполучить сердце своей девушки, ему пришлось отправиться в парикмахерскую. Также предложил Наэги поиграть с ним в бейсбол, когда они выпустятся из академии. Был первым учеником, который был казнён Монокумой по правилам игры из-за того, что убил Саяку, якобы защищая свою жизнь.

Сэйю: Такахиро Сакурай
- Тихиро Фудзисаки (яп. 不二咲 千尋 Фудзисаки Тихиро) — застенчивый ученик, который является квалифицированным программистом, он — «абсолютный программист» (яп. 超高校級の「プログラマー」 тё:-ко:ко:-кю: но 「пурогурама:」). Несмотря на свою преимущественно женскую внешность и одежду, Тихиро на самом деле парень, который страдает из-за личной слабости, полагая, что если вы девушка, то можете быть слабой и это будет приемлемо. Когда Монокума угрожает ученикам, Тихиро набирается решимости и хочет пойти тренироваться в зале, чтобы стать сильнее и одолеть свою слабость. Поделившись своим секретом с Мондо в надежде на то, что его поддержат, Тихиро погибает от его руки из-за того, что Мондо в приступе ярости разбивает ему голову гантелью. Перед смертью оставляет ноутбук, содержащий созданную им самим программу искусственного интеллекта, чтобы помочь другим в расследовании.

Сэйю: Коки Мията
Альтер эго (яп. アルターエゴ арута: эго) — искусственный интеллект, который создал Тихиро Фудзисаки на основе своего появления. Дружелюбная и общительная модель, характером напоминающая Тихиро. Когда связывается с другим человеком, Альтер эго может менять свою личность, чтобы соответствовать человеку. После своей казни остаётся жив и помогает Наэги избежать смерти во время казни. В будущем член группировки Future Foundation. Альтер эго создал Тиаки Нанами и Усами для группировки Future Foundation в следующей игре.
Сэйю: Коки Мията
- Мондо Овада (яп. 大和田 紋土 О:вада Мондо) — второй лидер «сумасшедших бриллиантов», ожесточённой и крупнейшей банды мотоциклистов Японии. Он — «абсолютный босодзоку» (яп. 超高校級の「暴走族」 тё:-ко:ко:-кю: но 「бо:со:дзоку」). Ведёт себя как правонарушитель, употребляет бранные слова, грубит окружающим. Не колеблясь, прибегает к насилию в том случае, когда у него кончается терпение. Имеет огромный комплекс, из-за чего в порыве ярости убил Тихиро, который слабый, но утверждает, что он станет сильным и стремится к этому. Этот комплекс связан с тем, что на него всегда смотрели как на младшего брата Дайи Овады, предыдущего лидера «Сумасшедших бриллиантов», когда Мондо хотел стать сильнее. Утверждал, что начинает нервничать, когда присутствует в окружении девушки, которая ему нравится, повышая голос, что впоследствии всех их пугает. В игре утверждал, что не уверен в своём будущем, и считал, что единственный выбор для него — это получить работу сразу после средней школы и стать плотником по своему желанию, чтобы изобретать вещи, а не разбивать их. Был казнён Монокумой.

Сэйю: Кадзуя Накаи
- Киётака Исимару (яп. 石丸 清多夏 Исимару Киётака) — образцовый студент в своей школе, известен участием в дисциплинарном комитете. Киётака — «абсолютный педант» (яп. 超高校級の「風紀委員」 тё:-ко:ко:-кю: но 「фу:ки и:н」). Никогда не опаздывает на собрания в академии и прочие мероприятия. Ведёт себя всегда прилично, вне зависимости от ситуации. В любом случае ставит порядок и правду превыше всего. Киётака не в состоянии поддержать нормальный разговор с другим человеком. Исимару выразителен и интенсивен в манере речи. Никогда в жизни не играл в видеоигры и не смотрел телевизор, посвящая всё своё свободное время учёбе. В первую очередь не терпел того, кто бегал по школе. После смерти Овады, своего единственного друга, Киётака приходит в странное состояние и получает имя Исида, которое образовалось от слияния двух имён: (石) Исимару и Овада (田). Был убит Хифуми Ямада по приказу Селестии Люденберг.

Сэйю: Косукэ Ториуми
- Хифуми Ямада (яп. 山田 一二三 Ямада Хифуми) — известный автор додзинси. Воспринимается другими как жуткий и извращённый человек. На самом деле — «абсолютный автор додзинси» (яп. 超高校級の「同人作家」 тё:-ко:ко:-кю: но 「до:дзинсакка」). Смог продать десять тысяч копий своих работ на фестивале культуры в своей школе. Утверждает, что ему интересен лишь 2D-мир. Имеет особую неприязнь к людям, которые не понимают истинного смысла додзинси, даже утверждая, что они всё портят. Мечтой Ямады было желание спасти других людей, сделав додзинси, которые будут вдохновлять их на создание своих собственных. В разговоре с Альтер эго признаётся, что Селестия — первая девушка, с которой он заговорил, и ей он не был противен. Считает, что Геноцид Сё — цундэрэ. Убил Исимару Киётаку по приказу Селестии, думая, что он украл Альтер эго. Был убит Селестией.

Сэйю: Каппэй Ямагути
- Селестия Люденберг (яп. セレスティア・ルーデンベルク Сэрэсут’иа Ру:дэмбэруку) — ученица, придерживающаяся стиля готической лолиты. Известна как «королева лжи» благодаря своему характеру и таланту. Известный и профессиональный игрок в карты, может манипулировать другими людьми и оставаться безэмоциональной в самых напряжённых ситуациях. Её талант — «абсолютный азартный игрок» (яп. 超高校級の「ギャンブラー」 тё:-ко:ко:-кю: но 「гямбура:」). Живёт по правилу, гласящему, что если хочешь выжить, то ты должен адаптироваться. Зачастую сдержанна и спокойна, но испытывает вспышки раздражения и гнева. Показана достаточно умной и расчётливой. После того как было оглашено, что тот, кто сможет совершить идеальное преступление, получит огромную сумму денег в качестве денежного вознаграждения, Селестия решилась на это, так как её заветной мечтой была жизнь в собственном роскошном замке в ожидании красивого молодого мужчины, одетого в вампира. Её реальное имя, Таэко Ясухиро (яп. 安広 多恵子 Ясухиро Таэко), стало известным лишь непосредственно перед казнью. Была казнена Монокумой.

Сэйю: Хэкиру Сиина
- Сакура Огами (яп. 大神 さくら О:гами Сакура) — эксперт боевых искусств и борьбы. Стала чемпионом в международном конкурсе, проводимом в Америке. Её звание — «абсолютный мастер боевых искусств» (яп. 超高校級の「格闘家」 тё:-ко:ко:-кю: но 「какуто:ка」). На момент событий сериала её рекорд в 400 побед ещё не был преодолён. Вопреки всем предположениям, Сакура уравновешенная, тихая и спокойная девушка. Всегда заступалась за Аои и верила ей. Сакура не хотела, чтобы её считали предателем, понимала, что подозрения не исчезнут, поэтому решила покончить жизнь самоубийством, чтобы никто не мог ей манипулировать, пытаясь защитить других учеников.

Сэйю: Вакако Мацумото
- Дзюнко Эносима (яп. 江ノ島 盾子 Эносима Дзюнко) — молодая модница и поклонница экстравагантных вкусов. Талант — «абсолютная гяру» (яп. 超高校級の「ギャル」 тё:-ко:ко:-кю: но 「гяру」) Её лицо было на обложках многих популярных журналов. Дзюнко хотела стать моделью ещё тогда, когда она была ребёнком, стремившись попробовать новые вещи и ощущения. Личность, характер и манеры нестабильны и неустойчивы. Дзюнко умеет переключаться между своими настроениями, включая в себя личность Монокумы, четыре манеры речи, комплексы привлекательной женщины, тяжёлую депрессию, изысканность и превосходство. Дзюнко была одержима отчаянием, принимая его за одну из самых прекрасных эмоций на свете. Обладает вымышленным титулом «абсолютное отчаяние» (яп. 超高校級の「绝望」 тё:-ко:ко:-кю: но 「дзэцубо」). Организатор убийственной игры, именно она стёрла память всем ученикам и держала их в заложниках. Убила свою старшую сестру, Мукуро, которую считала бездарной. Когда ученики раскрыли личность Дзюнко, она решает устроить казнь себе самой в порыве отчаяния.

Сэйю: Мэгуми Тоёгути
- Мукуро Икусаба (яп. 戦刃 むくろ Икусаба Мукуро) — таинственный 16-й студент академии, о котором узнали лишь после шестого убийства, также она — сестра-близнец Дзюнко Эносимы. Обладает талантом «абсолютный наёмный солдат» (яп. 超高校級の「軍人」 тё:-ко:ко:-кю: но 「гудзин」). Прошла множество сражений как наёмный солдат группировки Fenrir, не получив ни одной раны. Ещё в детстве интересовалась боевым оружием и стратегией. Несмотря на свой титул, Мукуро безэмоционально принимает заказы Дзюнко, лишь бы она стала добрее к ней. Жаждет похвалы своей родной сестры и хочет, чтобы она её приняла, для чего готова сделать всё. Из-за этого Мукуро принимает оскорбления Эносимы близко к сердцу. Беззащитна и добра, несмотря на то, что была на стороне убийцы. Признаётся, что у неё не хватает умения в проведении переговоров с другими и планировании тактики, хотя она профессиональный солдат. Обладает вымышленным титулом «абсолютное отчаяние» (яп. 超高校級の「绝望」 тё:-ко:ко:-кю: но 「дзэцубо」). Играет главную роль в истории Danganronpa IF, которая повествует о возможном развитии событий, если бы Макото вспомнил всё раньше и спас ей жизнь, после чего она помогла бы всем избежать плохого конца.

Сэйю: Мэгуми Тоёгути

## Музыка
Закрывающая композиция игры называется «Saisei -rebuild-» и была исполнена Мэгуми Огатой. Открывающую композицию в аниме исполняют TKDz2b и The 49ers, её название ― «Never Say Never». В четвёртой серии играет композиция «Monokuma Ondo» (『モノクマおんど』), которую исполняет Сатико Кобаяси. Закрывающую композицию, название которой «Zetsubōsei: Hero Chiryōyaku» исполняют Suzumu и Soraru.

## Список серий
| Серия | Название серии | Трансляция в Японии |
| ----- | --- | ------------------- |
| 01    | Добро пожаловать в академию отчаяния «ё:косо дзэцубо: гакуэн» (ようこそ絶望学園) | 4 июля 2013         |
| 02    | Убийство или жизнь: (не)нормальная арка «икикиру (хи-)нитидзё:-хэн» (イキキル （非）日常編) | 11 июля 2013        |
| 03    | Убийство или жизнь: ненормальная арка «икикиру хинитидзё:-хэн» (イキキル 非日常編) | 18 июля 2013        |
| 04    | Юношеский ежедневный журнал отчаяния: (не)нормальная арка «сю:кан сё:нэн дзэцубо: магадзин (хи-)нитидзё:-хэн» (週刊少年ゼツボウマガジン （非）日常編) | 25 июля 2013        |
| 05    | Юношеский ежедневный журнал отчаяния: ненормальная арка «сю:кан сё:нэн дзэцубо: магадзин хинитидзё:-хэн» (週刊少年ゼツボウマガジン 非日常編) | 1 августа 2013      |
| 06    | Возвращение галактической легенды нового поколения! Вперёд, металлический герой!: (не)нормальная арка «синсэки гинга дэнсэцу футатаби! со:ко: ю:ся ё даити ни татэ! (хи-)нитидзё:-хэн» (新世紀銀河伝説再び！装甲勇者よ大地に立て！ （非）日常編) | 8 августа 2013      |
| 07    | Возвращение галактической легенды нового поколения! Вперёд, металлический герой!: ненормальная арка «синсэки гинга дэнсэцу футатаби! со:ко: ю:ся ё даити ни татэ! хинитидзё:-хэн» (新世紀銀河伝説再び！装甲勇者よ大地に立て！ 非日常編) | 15 августа 2013     |
| 08    | Все-все оправдания: (не)нормальная арка «о:ру о:ру апородзи:дзу (хи-)нитидзё:-хэн» (オール・オール・アポロジーズ （非）日常編) | 22 августа 2013     |
| 09    | Все-все оправдания: ненормальная арка «о:ру о:ру апородзи:дзу хинитидзё:-хэн» (オール・オール・アポロジーズ 非日常編) | 29 августа 2013     |
| 10    | Вредная пища отчаяния для юной души: (не)нормальная арка «сиссо: суру сэйсюн но дзэцубо: дзянку фу:до (хи-)нитидзё:-хэн» (疾走する青春の絶望ジャンクフード （非）日常編) | 5 сентября 2013     |
| 11    | Вредная пища отчаяния для юной души: ненормальная арка «сиссо: суру сэйсюн но дзэцубо: дзянку фу:до хинитидзё:-хэн» (疾走する青春の絶望ジャンクフード 非日常編) | 12 сентября 2013    |
| 12    | Как супер-пупер несчастливчик старшей школы раскрыл супер-пупер убийство старшей школы, предотвратил супер-пупер казнь старшей школы и разоблачил супер-пупер отчаяние старшей школы «тё-ко:ко:-кю: но фу:н га тё-ко:ко:-кю: но сацудзин то тё-ко:ко:-кю: но сёкэй то тё-ко:ко:-кю: но дзэцубо о хикиёсэта рию:» (超高校級の不運が超高校級の殺人と超高校級の処刑と超高校級の絶望を引き寄せた理由) | 19 сентября 2013    |
| 13    | Прощай, академия отчаяния «саёнара дзэцубо: гакуэн» (さよなら絶望学園) | 26 сентября 2013    |

## Отзывы и продажи
| Сводный рейтинг | Сводный рейтинг | Сводный рейтинг | Сводный рейтинг |
| Издание         | Оценка          | Оценка          | Оценка          |
| Издание         | PC              | PS4             | PS Vita         |
| --------------- | --------------- | --------------- | --------------- |
| GameRankings    | N/A             | 85,71 %         | 83,07 %         |
| Metacritic      | 82/100          | N/A             | 80/100          |

Игра получила преимущественно положительные отзывы. На сайте-агрегаторе Metacritic средняя оценка игры составляет 82 из 100 на основе 10 обзоров для платформы PC.
Летом 2018 года, благодаря уязвимости в защите Steam Web API, стало известно, что точное количество пользователей сервиса Steam, которые играли в игру хотя бы один раз, составляет 234 336 человек.